# 加巴雷
加巴雷（法語：Gabarret，法語發音：[ɡabaʁɛ]）是法国朗德省的一个市镇，位于该省东部，属于蒙德马桑区。

## 地理
加巴雷（43°59'12"N, 0°0'38"E）面积16.9 平方千米，位于法国新阿基坦大区朗德省，该省份为法国西南部沿海省份，是法國本土面积第二大的省，北起吉倫特省，西临大西洋，南至大西洋比利牛斯省，东临热尔省，东北与洛特-加龍省接壤。
与加巴雷接壤的市镇（或旧市镇、城区）包括：卡佐邦、克雷翁达尔马尼亚克、埃斯卡朗、埃雷、帕尔勒博斯克、拉格朗日。

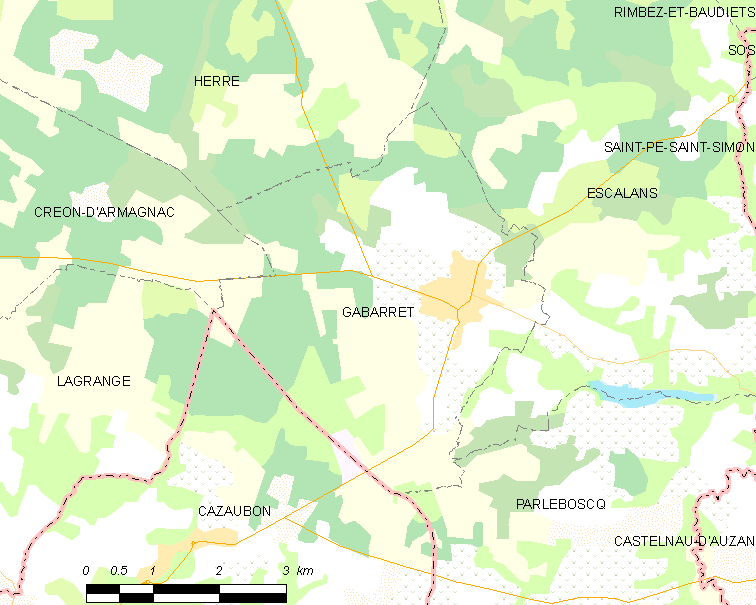
加巴雷的OSM定位图

加巴雷的时区为UTC+01:00、UTC+02:00（夏令时）。

## 行政
加巴雷的邮政编码为40310，INSEE市镇编码为40102。

## 政治
加巴雷所属的省级选区为上朗德-阿马尼亚克县。

## 人口

1962-2008年间加巴雷人口变化图示

加巴雷于2022年1月1日时的人口数量为1282人。